# José Raquel Mercado
José Raquel Mercado Martínez (Cartagena de Indias, 1913 - Bogotá, 19 de abril de 1976) fue un sindicalista colombiano, presidente de la Confederación de Trabajadores de Colombia (CTC), secuestrado y asesinado en 1976 por el Movimiento 19 de abril (M-19).

## Biografía
Fue trabajador en los muelles de Cartagena, fundador de la Federación de Trabajadores de Bolívar, filial de la Confederación de Trabajadores de Colombia (CTC). De formación autodidacta, fue elegido para dirigir la CTC. Participó en el Comité de Estudio para la creación del Banco Obrero o Banco Popular. Hizo parte de la lista a la Cámara de Representantes por el Partido Liberal. Fue miembro de la Cámara por varias legislaturas y representante de los trabajadores de Colombia ante la Organización Internacional del Trabajo en Ginebra, Suiza.

## Muerte
El 15 de febrero de 1976 fue secuestrado por los Comandos Simón Bolívar y Camilo Torres Restrepo del M-19, acusado en un comunicado de dos páginas, de "traición a la patria, a la clase obrera y de enemigo del pueblo", luego se 'consultó' a través de 11 preguntas publicadas en folletos en una votación que debía responderse SI o NO en las paredes, billetes y lugares públicos. El 7 de abril el M-19 realiza un comunicado en el que planteaba tres exigencias al gobierno nacional para liberar a Mercado: "reintegro inmediato de los trabajadores y dirigentes sindicales despedidos por exigir sus derechos; abolición de los represivos decretos 1821, 528 y 2351, que atentan contra elementales libertades sindicales y políticas; y la publicación textual de su comunicado en la prensa el domingo 11 de abril". El ministro de Gobierno Cornelio Reyes, rechazó estas demandas. Se intento culpar por varios sectores al Partido Comunista Colombiano de su muerte, lo cual fue rechazado por el mismo.
El 19 de abril de 1976 tras 64 días en cautiverio, fue asesinado y dejado su cadáver en la glorieta de la Avenida Calle 63 con Avenida Carrera 50 en Bogotá, en un hecho que conmocionó al país.

Declaración sobre la muerte de José Raquel Mercado:
«La decisión de ajusticiarlo la sometimos al veredicto popular. La gente escribió en las calles sí; escribió no; la CTC hizo una gran campaña de carteles para que no lo fusiláramos; los sindicatos discutieron el asunto; algunos miembros de la CTC dijeron incluso, públicamente, que a Mercado había que ajusticiarlo... Él estaba entregado totalmente al imperialismo. En el interrogatorio que le hicimos reconoció que trabajaba para los norteamericanos, que recibía de ellos cuantiosos cheques. Nosotros editamos quinientos mil ejemplares de un folleto en el que presentábamos las pruebas en su contra»."
Jaime Bateman

Fue enterrado en el Cementerio Central de Bogotá, su tumba es frecuentada para 'favores'. Tras su muerte varios miembros de la CTC han sido asesinados en varias regiones de Colombia.

## Homenajes
Su muerte inspiró la novela "El saxofón del cautivo": juicio político y muerte del sindicalista afrodescendiente José Raquel Mercado de Ramón Molinares Sarmiento. Un hogar infantil en Bucaramanga lleva su nombre. Roberto Burgos Cantor, escritor cartagenero, le dedica el cuento "Estas frases de amor que se repiten tanto".